# Twofish
Twofish — симетричний алгоритм блочного шифрування з розміром блоку 128 біт і довжиною ключа до 256 біт. Число раундів 16. Розроблено групою фахівців на чолі з Брюсом Шнайером. Був одним з п'яти фіналістів другого етапу конкурсу AES. Алгоритм розроблений на основі алгоритмів Blowfish, SAFER і Square.
Відмінними особливостями алгоритму є використання попередньо обчислюваних та залежних від ключа S-box'ів і складна схема розгортки підключення шифрування. Половина n-бітного ключа шифрування використовується як власне ключ шифрування, інша — для модифікації алгоритму (від неї залежать S-box'и).

## Загальні відомості
Twofish розроблявся спеціально з урахуванням вимог та рекомендацій  NIST для конкурсу  AES
: 
- 128-бітний блочний симетричний шифр
- Довжина ключів 128, 192 і 256 біт
- Відсутність слабких ключів
- Ефективна програмна (в першу чергу на 32-бітних процесорах) та апаратна реалізація
- Гнучкість (можливість використання додаткових довжин ключа, використання в поточному шифруванні, хеш-функціях і т. д.)
- Простота алгоритму - для можливості його ефективного аналізу

Однак саме складність структури алгоритму і, відповідно, складність його аналізу на предмет слабких ключів або прихованих зв'язків, а також досить повільний час шифрування порівняно з Rijndael на більшості платформ, зіграло не на його користь.
Алгоритм Twofish виник в результаті спроби модифікувати алгоритм Blowfish для 128-бітового вхідного блоку. Новий алгоритм повинен був бути легко реалізованим апаратно (у тому числі використовувати таблиці меншого розміру), мати досконалішу систему розширення ключа (key schedule) і мати однозначну функцію F. 
В результаті, алгоритм був реалізований у вигляді змішаної  мережі Фейстеля з чотирма гілками, які модифікують один одну з використанням  криптоперетворень Адамара (Pseudo-Hadamar Transform, PHT). 
Можливість ефективної реалізації на сучасних (для того часу) 32-бітних процесорах (а також в смарт-картах і подібних пристроях) - один з ключових принципів, яким керувалися розробники Twofish. 
 
Наприклад, у функції F при обчисленні PHT і складання з частиною ключа K навмисно використовується додавання, замість традиційного xor. Це дає можливість використовувати команду LEA сімейства процесорів Pentium, яка за один такт дозволяє обчислити перетворення Адамара {\displaystyle ({T}_{0}+2{T}_{1}+{K}_{2r+9})~mod~2^{32}}. (Правда в такому випадку код доводиться компілювати під конкретне значення ключа). 
Алгоритм Twofish не запатентований і може бути використаний ким завгодно без будь-якої плати або відрахувань. Він використовується в багатьох програмах шифрування, хоча і отримав менше поширення, ніж Blowfish. 

## Опис алгоритму
Twofish розбиває вхідний 128-бітний блок даних на чотири 32-бітних підблоки, над якими, після процедури вхідного відбілювання (input whitening), проводиться 16 раундів перетворень. Після останнього раунду виконується вихідна відбілювання (output whitening).

### Відбілювання (whitening)
Відбілювання — це процедура xor'а даних з підключами перед першим раундом і після останнього раунду. Вперше ця техніка була використана в шифрі Khufu/Khare і, незалежно, Рональдом Рівестом (англ. Ron Rivest) в алгоритмі шифрування DESX. Joe Killian (NEC) і Phillip Rogaway (Каліфорнійський університет) показали, що відбілювання дійсно ускладнює завдання пошуку ключа повним перебором (exhaustive key-search) в DESX . Розробники Twofish стверджують, що в Twofish відбілювання також істотно ускладнює завдання підбору ключа, оскільки криптоаналітика не може дізнатися, які дані потрапляють на вхід функції F першого раунду.
Тим не менш, виявилися і негативні сторони. Цікаве дослідження провели фахівці дослідницького центру компанії IBM. Вони виконали реалізацію алгоритму Twofish для типової смарт-карти з CMOS-архітектурою і проаналізували можливість атаки за допомогою диференціального аналізу споживаної потужності (DPA — Differential Power Analysis). Атаці піддавалася саме процедура вхідного вибілювання, оскільки вона безпосередньо використовує xor підключів з вхідними даними. У результаті дослідники показали, що можна повністю обчислити 128-бітовий ключ проаналізувавши всього 100 операцій шифрування довільних блоків.

### Функція g
Функція g — основа алгоритму Twofish. На вхід функції подається 32-бітове число X, яке потім розбивається на чотири байти x0, x1, x2, x3. Кожен з вийшов байтів пропускається через свій S-box. (Слід зазначити, що S-box'и в алгоритмі не фіксовані, а залежать від ключа). Отримані 4 байти на виходах S-box'ов інтерпретуються як вектор з чотирма компонентами. Цей вектор множиться на фіксовану матрицю MDS (maximum distance separable) розміром 4x4, причому обчислення проводяться в скінченному полі {\displaystyle GF(2^{8})} по модулю непривідного многочлена {\displaystyle x^{8}+x^{6}+x^{5}+x^{3}+1}
MDS матриця — це така матриця над кінцевим полем K, що якщо взяти її як матрицю лінійного перетворення {\displaystyle f(x)=(MDS)x} з простору {\displaystyle K^{n}} у простір {\displaystyle K^{m}}, то будь-які два вектори з простору {\displaystyle K^{n+m}} виду (x, f (x)) будуть мати як мінімум m+1 відмінностей в компонентах. Тобто набір векторів вигляду (x, f (x)) утворює код, що володіє властивістю максимального рознесення (maximum distance separable code). Таким кодом, наприклад, є код Ріда-Соломона.
В Twofish властивість максимальної рознесеність матриці MDS означає, що загальна кількість змінних байт вектора a і вектора {\displaystyle b=(MDS)a} не менше п'яти. Іншими словами, будь-яка зміна тільки одного байта в a призводить до зміни всіх чотирьох байтів в b.

### Криптоперетворення Адамара (Pseudo-Hadamar Transform, PHT)
криптоперетворення Адамара — оборотне перетворення бітового рядка довжиною 2n. Рядок розбивається на дві частини a і b однакової довжини в n біт. Перетворення обчислюється таким чином:
{\displaystyle a'=a+b\,{\pmod {2^{n}}}\,}
{\displaystyle b'=a+2b\,{\pmod {2^{n}}}\,}
Ця операція часто використовується для «розсіювання» коду (наприклад в шифрі SAFER).
В Twofish це перетворення використовується при змішуванні результатів двох g-функцій (n = 32).

### Циклічний зсув на 1 біт
У кожному раунді два правих 32-бітових блоки, які xor-яться з результатами функції F, додатково циклічно зрушуються на один біт. Третій блок зрушується до операції xor, четвертий блок — після. Ці зрушення спеціально додані, щоб порушити вирівнювання по байтах, яке властиво S-box'ам та операції множення на MDS-матрицю. Проте шифр перестає бути повністю симетричним, так як при шифруванні й розшифровці зрушення слід здійснювати в протилежні сторони.

### Генерація ключів
Twofish розрахований на роботу з ключами довжиною 128, 192 і 256 біт. З вихідного ключа генерується 40 32-бітних підключів, перші вісім з яких використовуються тільки в операціях вхідного і вихідного вибілювання, а решта 32 — в раундах шифрування, по два підключі на раунд.
Особливістю Twofish є те, що вихідний ключ використовується також і для зміни самого алгоритму шифрування, так як використовуються у функції g S-box'и не фіксовані, а залежать від ключа.
Для формування раундових підключів вихідний ключ M розбивається з перестановкою байт на два однакові блоки {\displaystyle M_{o}} і {\displaystyle M_{e}}. Потім за допомогою блоку {\displaystyle M_{o}} і функції h шифрується значення 2 * i, а за допомогою блоку {\displaystyle M_{e}} шифрується значення 2*i+1, де i — номер поточного раунду (0 — 15). Отримані зашифровані блоки змішуються криптоперетвореням Адамара, і потім використовуються як раундові підключі.

## Технічні подробиці
Розглянемо більш докладно алгоритм формування раундових підключів, а також залежить від ключа функції g. Як для формування підключів, так і для формування функції g в Twofish використовується одна основна функція: h (X, L  0 , L  1 , ..., L  k ). Тут X, L  0 , L  1 , ..., L  k  - 32 бітні слова, а k = N / 64, де N - довжина вихідного ключа в бітах. Результатом функції є одне 32-бітове слово. 

### Функція h
Функція виконується в k етапів. Тобто для довжини ключа 256 біт буде 4 етапи, для ключа в 192 біта - 3 етапи, для 128 біт - 2 етапи. 
На кожному етапі вхідний 32-бітове слово розбивається на 4 байта, і кожен байт піддається фіксованою перестановці бітів q  0  або q  1 
Результат представляється у вигляді вектора з 4 байтів і множиться на MDS матрицю. Обчислення проводяться в полі Галуа GF (2  8 ) по модулю непривідного многочлена {\displaystyle x^{8}+x^{6}+x^{5}+x^{3}+1}. 
Матриця MDS має вигляд:
{\displaystyle ~{\mbox{MDS}}={\begin{pmatrix}01&EF&5B&5B\\5B&EF&EF&01\\EF&5B&01&EF\\EF&01&EF&5B\end{pmatrix}}}

#### Перестановки q0і q1
q  0  і q  1  - фіксовані перестановки 8 бітів вхідного байта x. 
Байт x розбивається на дві 4-бітні половинки a  0  і b  0 , над якими проводяться наступні перетворення: 
{\displaystyle ~a_{0}=x/16}            {\displaystyle ~b_{0}=x{\bmod {16}}}
{\displaystyle ~a_{1}=a_{0}\oplus b_{0}}            {\displaystyle ~b_{1}=a_{0}\oplus {\mbox{ROR}}_{4}(b_{0},1)\oplus 8a_{0}{\bmod {16}}}
{\displaystyle ~a_{2}=t_{0}[a_{1}]}            {\displaystyle ~b_{2}=t_{1}[b_{1}]}
{\displaystyle ~a_{3}=a_{2}\oplus b_{2}}            {\displaystyle ~b_{3}=a_{2}\oplus {\mbox{ROR}}_{4}(b_{2},1)\oplus 8a_{2}{\bmod {16}}}
{\displaystyle ~a_{4}=t_{2}[a_{3}]}            {\displaystyle ~b_{4}=t_{3}[b_{3}]}
{\displaystyle ~y=16b_{4}+a_{4}}
Тут {\displaystyle ~{\mbox{ROR}}_{4}} - 4-бітний циклічний зсув вправо, а t  0 , t  1 , t  2 , t  3  - табличні заміни 4-бітових чисел. 
Для q  0  таблиці мають вигляд: 
t0 = [ 8 1 7 D 6 F 3 2 0 B 5 9 E C A 4 ]
t1 = [ E C B 8 1 2 3 5 F 4 A 6 7 0 9 D ]
t2 = [ B A 5 E 6 D 9 0 C 8 F 3 2 4 7 1 ]
t3 = [ D 7 F 4 1 2 6 E 9 B 3 0 8 5 C A ]
Для q  1  таблиці мають вигляд: 
t0 = [ 2 8 B D F 7 6 E 3 1 9 4 0 A C 5 ]
t1 = [ 1 E 2 B 4 C 3 7 6 D A 5 F 9 0 8 ]
t2 = [ 4 C 7 5 1 6 9 A 0 E D 8 2 B 3 F ]
t3 = [ B 9 5 1 C 3 D E 6 4 7 F 2 0 8 A ]

### Генерація ключів
Нехай M - вихідний ключ, N - його довжина в бітах. Генерація підключів відбувається наступним чином: 
- Оригінальний ключ розбивається на 8 * k байтів {\displaystyle m_{0},...,m_{8k-1}}, де k = N / 64.
- Ці 8 * k байтів розбиваються на слова по чотири байти, і в кожному слові байти переставляються у зворотному порядку. У підсумку виходить 2 * k 32-бітних слова {\displaystyle M_{i}}

{\displaystyle ~M_{i}=\sum _{j=0}^{3}m_{(4i+j)}\cdot 2^{8j}~~~~~i=0,...,2k-1}
- Отримані 2 * k 32-бітних розбиваються на два вектора {\displaystyle ~M_{e}} і {\displaystyle ~M_{o}} розміром в k 32-бітових слів.

{\displaystyle ~M_{e}=(M_{0},M_{2},...,M_{2k-2})}
{\displaystyle ~M_{o}=(M_{1},M_{3},...,M_{2k-1})}
Підключі для i-го раунду обчислюються за формулами: 
{\displaystyle ~\rho =2^{24}+2^{16}+2^{8}+2^{0}}
{\displaystyle ~A_{i}=h(2i\rho ,M_{e})}
{\displaystyle ~B_{i}={\mbox{ROL}}(h((2i+1)\rho ,M_{0}),8)}
{\displaystyle ~K_{2i}=(A_{i}+B_{i}){\bmod {2^{32}}}}
{\displaystyle ~K_{2i+1}={\mbox{ROL}}((A_{i}+2B_{i}){\bmod {2^{32}}},9)}

### Функція g і S-box'и
Функція g визначається через функцію h: {\displaystyle ~g(X)=h(X,S)}
Вектор S, як і вектора M  e  і M  o , теж формується з вихідного ключа і складається з k 32-бітових слів. 
Вихідні байти ключа розбиваються на k груп по вісім байт. Кожна така група розглядається як вектор з 8-ма компонентами і множиться на фіксовану RS матрицю розміром 4x8 байт. В результаті множення виходить вектор, що складається з чотирьох байт. Обчислення проводяться в  полі Галуа {\displaystyle GF(2^{8})} по модулю непріводімогомногочлена {\displaystyle x^{8}+x^{6}+x^{3}+x^{2}+1}. 
RS-матриця має вигляд:
{\displaystyle ~{\mbox{RS}}={\begin{pmatrix}01&A4&55&87&5A&58&DB&9E\\A4&56&82&F3&1E&C6&68&E5\\02&A1&FC&C1&47&AE&3D&19\\A4&55&87&5A&58&DB&9E&03\end{pmatrix}}}

## Криптоаналіз
Вивчення Twofish зі скороченими числом раундів показало, що алгоритм володіє великим запасом міцності, і, в порівнянні з іншими фіналістами конкурсу AES, він виявився найстійкішим. Проте його незвичайна структура і відносна складність породили деякі сумніви щодо якості цієї міцності. 
Нарікання викликало розділення вихідного ключа на дві половини при формуванні раундових підключів. Криптографи Fauzan Mirza і Sean Murphy припустили, що такий поділ дає можливість організувати атаку за принципом «розділяй і володарюй», тобто розбити задачу на дві аналогічні, але простіші . Однак реально подібну атаку провести не вдалося. 
На 2008 рік найкращим варіантом криптоаналізу Twofish є варіант усіченого диференціального криптоаналізу, який був опублікований Shiho Moriai і Yiqun Lisa Yin в Японії в 2000 році . Вони показали, що для знаходження необхідних диференціалів потрібно 2  51  підібраних відкритих текстів. Проте дослідження мали теоретичний характер, жодної реальної атаки проведено не було. У своєму блозі творець Twofish Брюс Шнайєр стверджує, що в реальності провести таку атаку неможливо .